# Liste der Biografien/Grot
Liste der Biografien |
Portal Biografien |
Personensuche
# |
A |
B |
C |
D |
E |
F |
G |
H |
I |
J |
K |
L |
M |
N |
O |
P |
Q |
R |
S |
T |
U |
V |
W |
X |
Y |
Z |
?
 
Ga |
Gb |
Gc |
Gd |
Ge |
Gf |
Gh |
Gi |
Gj |
Gk |
Gl |
Gm |
Gn |
Go |
Gp |
Gq |
Gr |
Gs |
Gu |
Gv |
Gw |
Gy |
Gz
 
Gra |
Grb–Grd |
Gre |
Grg |
Gri |
Grj |
Grk |
Grl |
Grm |
Gro |
Grs |
Gru |
Gry |
Grz
 
Groa |
Grob |
Groc |
Grod |
Groe |
Grof |
Grog |
Groh |
Groi |
Groj |
Grok |
Grol |
Grom |
Gron |
Groo |
Grop |
Gros |
Grot |
Grou |
Grov |
Grow |
Groy |
Groz
Die Liste der Biografien führt alle Personen auf, die in der deutschsprachigen Wikipedia einen Artikel haben. Dieses ist eine Teilliste mit 306 Einträgen von Personen, deren Namen mit den Buchstaben „Grot“ beginnt.

## Grot
- Grot, Anton (1884–1974), US-amerikanischer Szenenbildner und Art Director
- Grot, Guillano (* 1983), niederländischer Fußballspieler
- Grot, Jay-Roy (* 1998), niederländischer Fußballspieler
- Grot, Martha von (1867–1962), deutschbaltische Schulleiterin und Reformpädagogin
- Grot, Otto (1905–1987), deutscher Polizeidirektor und Kommandeur der Schutzpolizei

### Grotb
- Grotberg, John E. (1925–1986), US-amerikanischer Politiker

### Grote
- Grote zu Schauen, Heinrich (1675–1753), kurfürstlich braunschweig-lüneburgischer Geheimrat, Beamter, Politiker und Kammerpräsident
- Grote zu Schauen, Louis (1798–1881), königlich hannoverscher Generalleutnant
- Grote zu Schauen, Otto (1637–1693), braunschweig-lüneburgischer Staatsmann
- Grote, Adam Friedrich (1723–1807), Bürgeler Maler
- Grote, Adolf von (1830–1898), deutscher Diplomat und Politiker (DHP), MdR
- Grote, Adolf von (1864–1931), deutscher Rittergutsbesitzer und Parlamentarier
- Grote, Albert (1898–1983), deutscher Mediziner und Privatgelehrter
- Grote, Alexandra von (* 1944), deutsche Schriftstellerin, Regisseurin und Drehbuchautorin
- Grote, Andreas (1929–2015), deutscher Kunsthistoriker und Museumsleiter
- Grote, Andrew (1710–1788), deutsch-britischer Kaufmann und Bankier
- Grote, Andy (* 1968), deutscher Politiker (SPD), MdHBAndy Grote (* 1968)

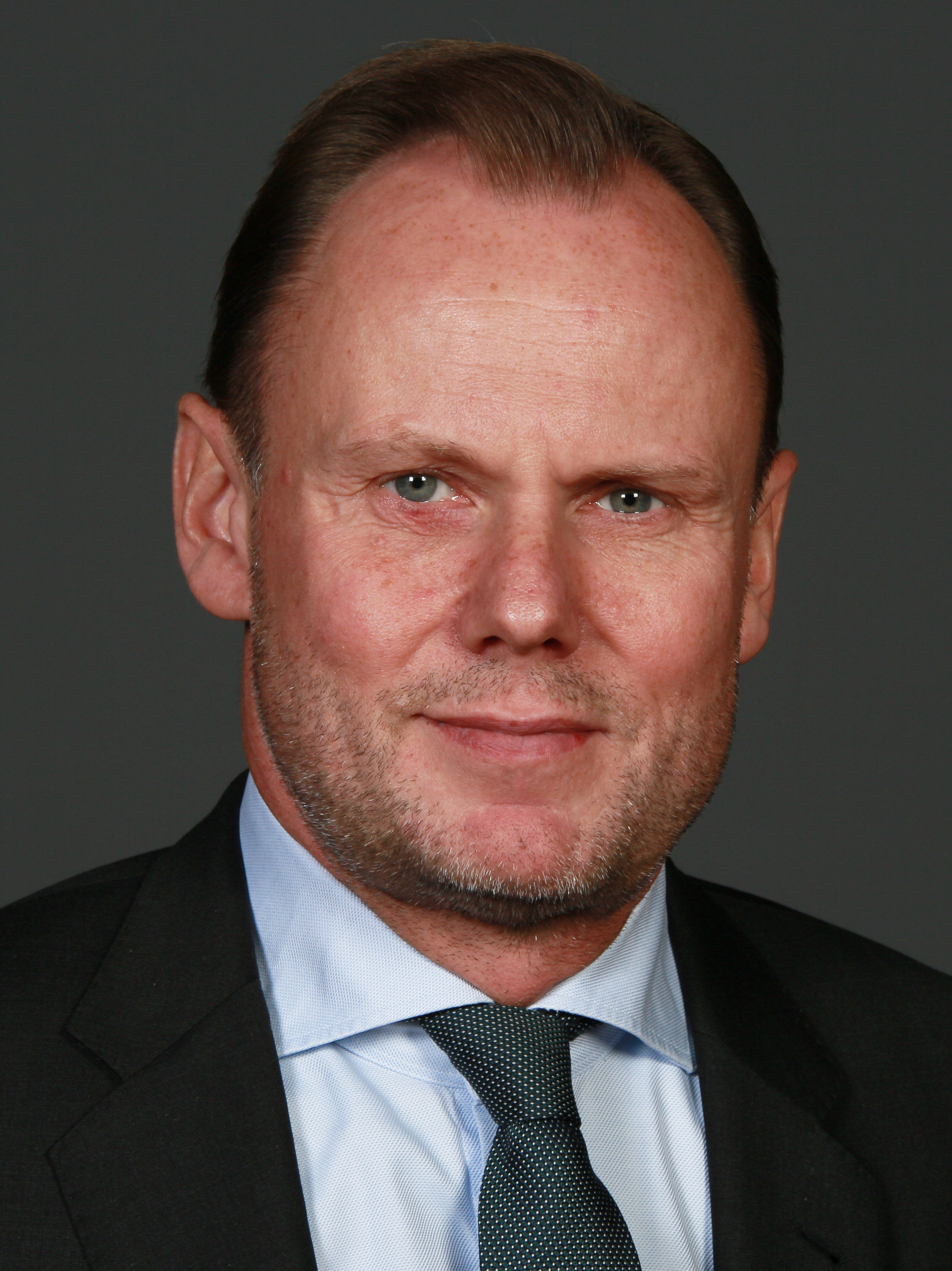
Andy Grote (* 1968)

- Grote, August Otto Ludwig von (1787–1831), deutscher Kreiskanzler und Zollbeamter
- Grote, August Otto von (1747–1830), preußischer Diplomat und Minister
- Grote, August von (1828–1868), Offizier, Gutsbesitzer und Reichstagsabgeordneter
- Grote, August Wilhelm von (1694–1753), kurbraunschweig-lüneburgerischer General der Kavallerie, Chef des 1. Eskadrons des kurhannoverschen Leibgarderegiments und Landkomtur des Deutschen Ordens
- Grote, Augustus Radcliffe (1841–1903), US-amerikanischer Biologe und Schmetterlings- und Motten-Forscher
- Grote, Carl (1795–1868), deutscher Oberbergrat
- Grote, Carl (1839–1907), deutscher Journalist, Zeichner, Illustrator, Holzstecher, Maler und Lithograf
- Grote, Christian (1931–2023), deutscher Schriftsteller
- Grote, Christoph (* 1965), deutscher Chefredakteur
- Grote, Claus (* 1927), deutscher Physiker
- Grote, Clemens, deutscher Domherr
- Grote, Dennis (* 1986), deutscher Fußballspieler
- Grote, Eduard (* 1884), deutscher Ingenieur und Panzerkonstrukteur
- Grote, Ernst (1845–1927), deutscher Kaufmann und Kaffeeröster
- Grote, Ernst Joachim (1675–1741), kurhannoverscher Kammerherr, Geheimer Legationsrat, Fürstlich Lüneburgischer Landschaftsdirektor und Abt
- Grote, Friedhard (1933–2008), deutscher sozialdemokratischer Kommunalpolitiker
- Grote, Friedrich Franz von (1901–1942), deutscher NS-Agrarfunktionär, Gutsbesitzer und SS-Oberführer
- Grote, Friedrich Heinrich Ludwig (1861–1922), deutscher protestantischer Orientreisender und Sammler
- Grote, Friedrich von (1768–1836), Landmarschall in Livland
- Grote, Friedrich von (1885–1925), deutscher Springreiter
- Grote, Friedrich Wilhelm von (1823–1895), Oberhofmarschall
- Grote, Georg (* 1966), deutscher Historiker
- Grote, Georg Ludwig (1788–1868), deutscher Verwaltungsjurist
- Grote, George (1794–1871), englischer Althistoriker
- Grote, Gerald (* 1955), deutscher Gründer und Leiter des Internationalen Naturfilmfestivals Green Screen
- Grote, Gerhard (1922–2022), deutscher Hochschullehrer und Autor
- Grote, Gernand Graf (1870–1950), deutscher Hofbeamter
- Grote, Gottfried (1903–1976), deutscher Kirchenmusiker
- Grote, Gudela (* 1960), deutsche Psychologin und Hochschullehrerin
- Grote, Günter (1911–1985), deutscher bildender Künstler und Hochschullehrer
- Grote, Hans Henning von (1896–1946), deutscher Offizier und Schriftsteller
- Grote, Hans-Joachim (* 1955), deutscher Kommunalbeamter und Politiker (CDU)
- Grote, Hartmut (* 1967), deutscher Physiker und Hochschullehrer
- Grote, Heinrich (1888–1945), deutscher Mediziner, SS-Führer und NS-Ärztefunktionär
- Grote, Heinz (1925–2023), deutscher Fernsehjournalist in der DDR
- Grote, Henrich (1920–1995), deutscher Marineoffizier, Flottillenadmiral der Bundesmarine
- Grote, Hermann (1802–1895), deutscher Numismatiker und Heraldiker
- Grote, Hermann (1885–1971), deutscher Komponist und PädagogeHermann Grote (1885–1971)

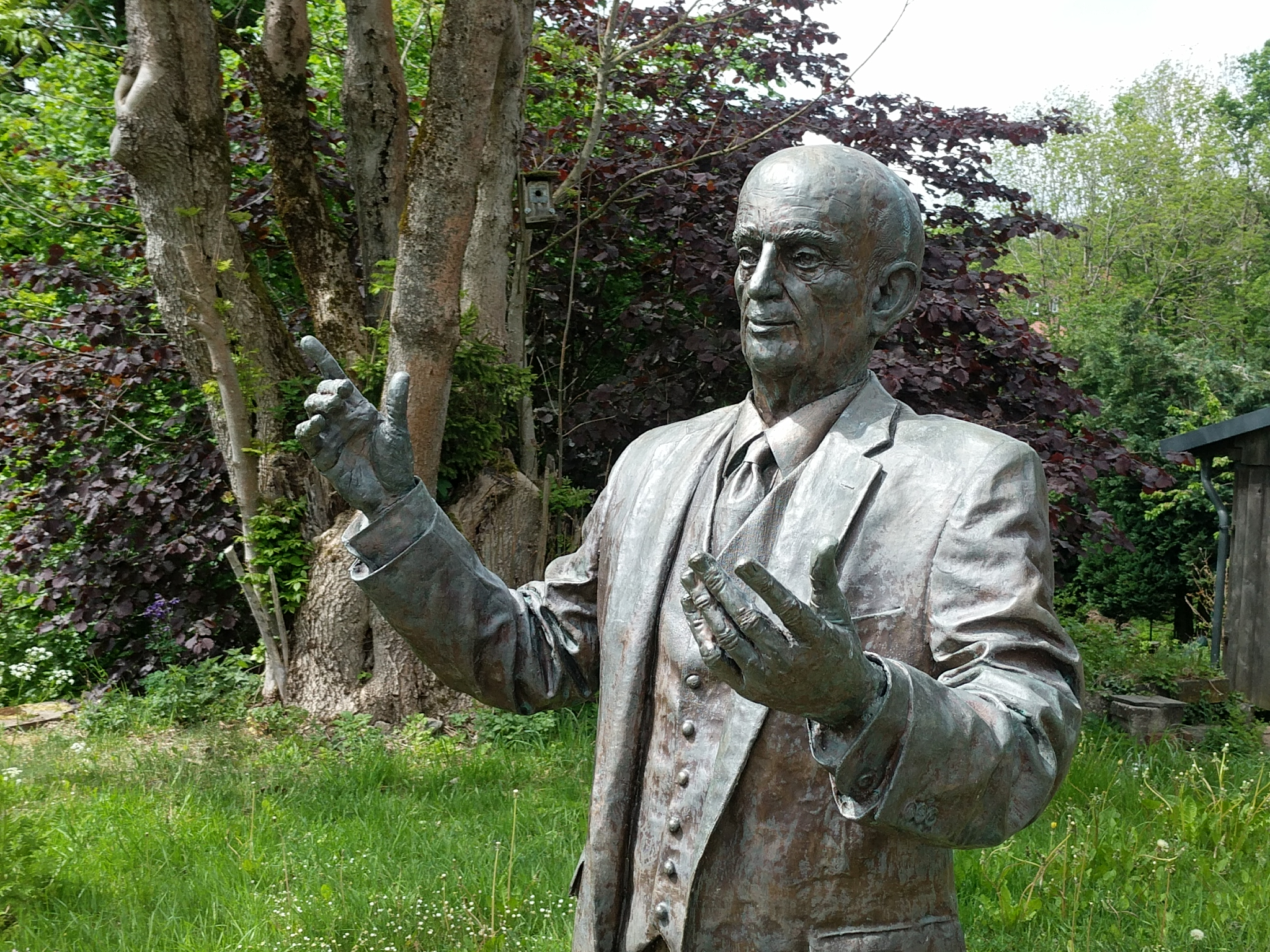
Hermann Grote (1885–1971)

- Grote, Hermann (1904–1980), deutscher Pilot und Kinderbuchautor
- Grote, Hermann Johannes (1882–1951), deutscher Ornithologe
- Grote, Hiltrud (1936–2010), deutsche Kommunalpolitikerin und gilt als Vorkämpferin der Gesamtschulbewegung in Hannover
- Grote, Jens (* 1968), deutscher Kommunalpolitiker, Anwalt und Richter
- Grote, Jürgen (1936–2024), deutscher Physiologe und Präsident der Fritz Reuter Gesellschaft
- Grote, Klaus (* 1947), deutscher Prähistoriker
- Grote, Kurt (* 1973), US-amerikanischer Schwimmer
- Grote, Lilly (* 1948), deutsche Filmemacherin, Filmregisseurin, Filmtonmeisterin, Dozentin und Künstlerin
- Grote, Louis Ruyter Radcliffe (1886–1960), deutscher Internist
- Grote, Ludwig (1893–1974), deutscher Kunsthistoriker
- Grote, Ludwig Heinrich (1825–1887), deutscher evangelisch-lutherischer Theologe und Publizist
- Grote, Lydia, US-amerikanische Volleyballspielerin
- Grote, Manfred (1928–2000), deutscher Schauspieler und Synchronsprecher
- Grote, Marco (* 1972), deutscher Fußballspieler und Fußballtrainer
- Grote, Mathias (* 1978), deutscher Historiker
- Grote, Otto von (1620–1687), Mitglied der Fruchtbringenden Gesellschaft, Geheimrat; Dompropst zu Havelberg
- Grote, Otto von (1835–1891), deutscher Rittergutsbesitzer und Politiker (DHP), MdR
- Grote, Paul (* 1946), deutscher Schriftsteller
- Grote, Rainer (* 1961), deutscher Rechtswissenschaftler
- Grote, Sascha (* 1971), deutscher Handballspieler
- Grote, Siegfried (1930–2018), deutscher Regisseur und Theaterintendant
- Grote, Stefan (* 1958), deutscher Politiker (SPD), MdL
- Grote, Susanne (* 1969), deutsche Politikerin (SPD), MdL
- Grote, Thoma (1896–1977), deutsche Keramikerin
- Grote, Thomas († 1501), Bischof von Lübeck
- Grote, Thomas (* 1969), deutscher Politiker (CDU), MdL
- Grote, Thomas August von (1654–1721), preußischer Generalleutnant der Kavallerie, Kammerherr
- Grote, Ulrike (* 1963), deutsche Schauspielerin und Regisseurin
- Grote, Wilhelm von (1785–1850), deutscher Verwaltungsjurist und oldenburgischer Regierungspräsident des Fürstentums Lübeck
- Grote-Bittner, Kathrin (* 1961), deutsche Richterin am Bundespatentgericht
- Grote-Hasenbalg, Werner (1888–1959), deutscher Kunsthändler und Orientteppich-Spezialist
- Grotefend, August (1798–1836), deutscher Philologe
- Grotefend, Georg August (1832–1903), deutscher Schriftsteller, Jurist
- Grotefend, Georg Friedrich (1775–1853), deutscher SprachwissenschaftlerGeorg Friedrich Grotefend (1775–1853)

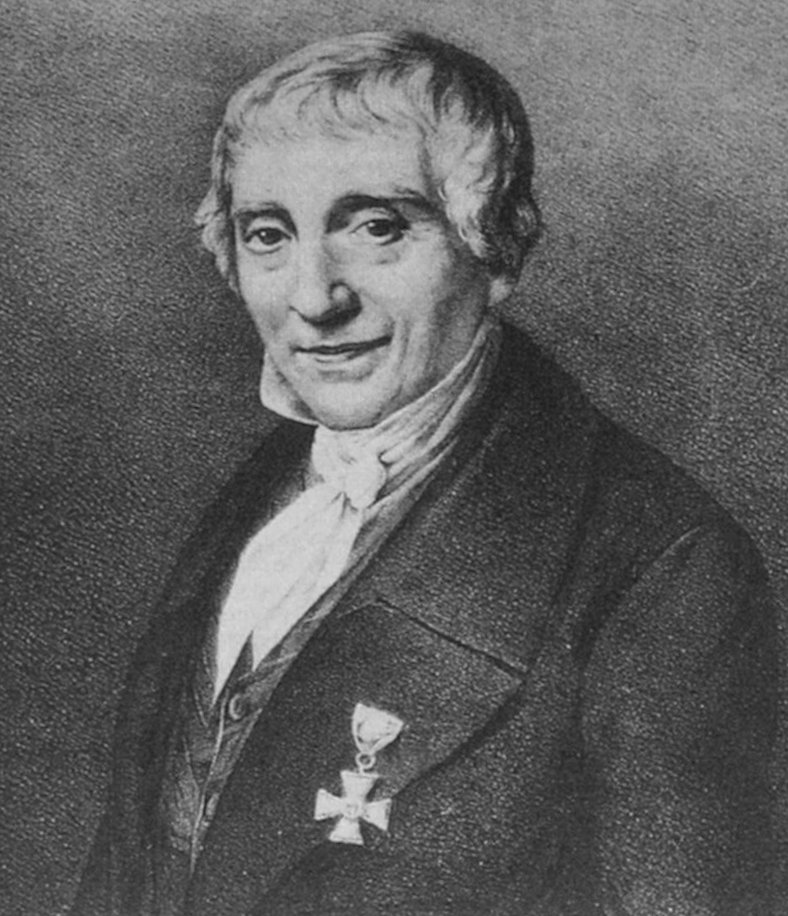
Georg Friedrich Grotefend (1775–1853)

- Grotefend, Hermann (1845–1931), deutscher Archivar
- Grotefend, Johann Gregor (1766–1837), deutscher lutherischer Theologe
- Grotefend, Karl Ludwig (1807–1874), deutscher Historiker und Numismatiker
- Grotefend, Otto (1873–1945), deutscher Archivar
- Grotefend, Ulrich (1907–1945), deutscher Historiker und Staatsarchivar
- Grotegut, Hans (1939–2014), deutscher Radrennfahrer und Schrittmacher
- Grotegut, Heike, deutsche Autorin, Katzenpsychologin und ITlerin
- Grotehenne, August († 1933), deutscher Gewerkschaftsfunktionär
- Grotelüschen, Astrid (* 1964), deutsche Politikerin (CDU), MdBAstrid Grotelüschen (* 1964)

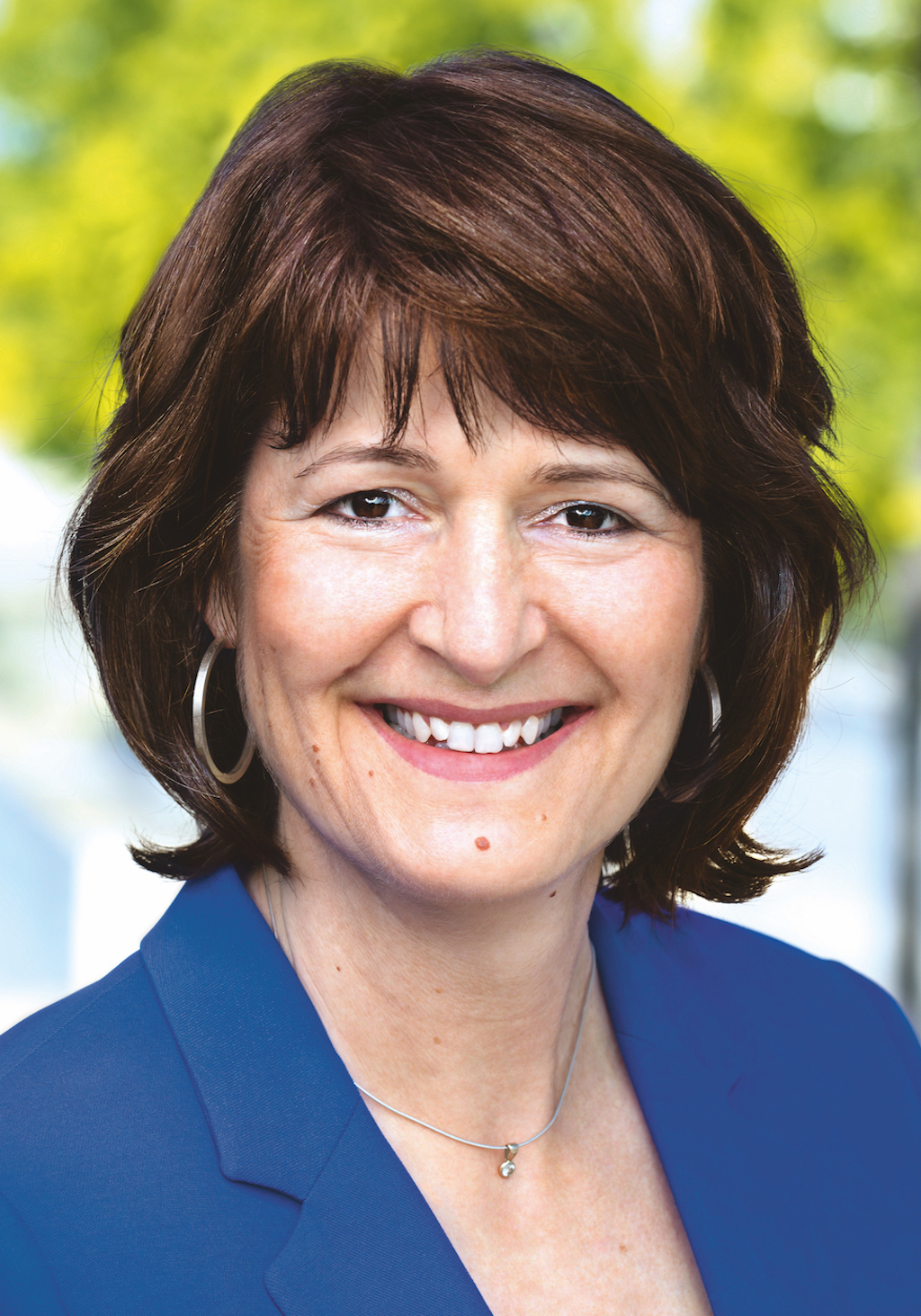
Astrid Grotelüschen (* 1964)

- Grotelüschen, Frank (* 1962), deutscher technischer Hörfunkjournalist
- Grotelüschen, Simon (* 1986), deutscher Lasersegler
- Grotemeyer, Fritz (1864–1947), deutscher Illustrator, Porträt-, Historien- und Kriegsmaler
- Grotemeyer, Karl Peter (1927–2007), deutscher Mathematiker und Hochschullehrer
- Grotemeyer, Paul (1904–1975), deutscher Numismatiker
- Groten, Manfred (* 1949), deutscher Historiker
- Grotenhermen, Franjo (* 1957), deutscher Arzt, Cannabisaktivist und Autor
- Grotenhielm, Alexander Eduard von (1831–1899), russischer Generalleutnant
- Grotenhielm, Friedrich Joachim von (1731–1806), russischer Generalmajor
- Grotenhielm, Georg Friedrich von (1721–1798), russischer Gouverneur in Estland
- Grotenhielm, Magnus Johann von (1789–1867), russischer Generalleutnant
- Grotenhuis, Sepp (* 1962), niederländischer Pianist
- Grotewahl, Max (1894–1958), deutscher Marineoffizier und Polarforscher
- Grotewohl, Otto (1894–1964), deutscher Politiker (SPD, SED), MdR, MdV, Ministerpräsident der DDROtto Grotewohl (1894–1964)

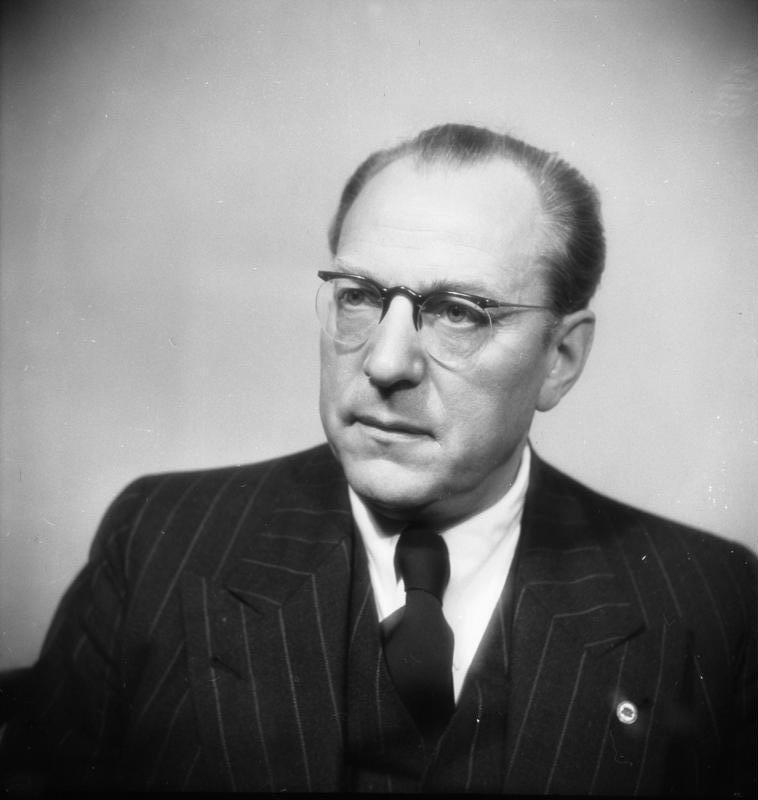
Otto Grotewohl (1894–1964)

### Groth
- Groth, Adolf (1855–1934), deutscher Lehrer, Schriftsteller und Übersetzer
- Groth, Alexander (* 1970), deutscher Sachbuchautor und Lehrbeauftragter
- Groth, Alfred (1876–1971), deutscher Arzt und Medizinstatistiker
- Groth, Annette (* 1954), deutsche Politikerin (Die Linke), MdB
- Groth, Bruno (1926–2018), deutscher Keramiker und Maler
- Groth, Charlotte (* 1990), deutsche Filmproduzentin
- Groth, Doris (1830–1878), Ehefrau des Dichters Klaus Groth
- Groth, Ernst Johann (1859–1936), deutscher Schriftsteller
- Groth, Ewald (* 1953), deutscher Politiker (Bündnis 90/Die Grünen), MdL
- Groth, Franz (1850–1918), deutscher Richter und Parlamentarier
- Groth, Hanns (1911–1953), deutscher Schauspieler
- Groth, Hans-Jürgen (* 1951), deutscher Jurist und Politiker (SPD), MdHB
- Groth, Harald (1943–2025), deutscher Politiker (SPD), MdL
- Groth, Hartwig (* 1952), deutscher Gambist und Musikpädagoge
- Groth, Hendrik (* 1960), deutscher Journalist und Chefredakteur der Schwäbischen Zeitung
- Groth, Henrik (1903–1983), norwegischer Verleger und Essayist
- Groth, Jacob (* 1951), dänischer Komponist
- Groth, Jan (1921–1993), polnischer Schauspieler
- Groth, Janet (* 1936), US-amerikanische Autorin und Hochschullehrerin
- Groth, Jeff, US-amerikanischer Filmeditor
- Groth, Joachim (1952–2007), deutscher hauptamtlicher Mitarbeiter der DDR-Staatssicherheit
- Groth, Johannes (1774–1852), Landtagsabgeordneter Großherzogtum Hessen
- Groth, Jonathan (* 1992), dänischer Tischtennisspieler
- Groth, Karl-Heinz (1940–2025), deutscher Autor und Pädagoge
- Groth, Klaus (1819–1899), plattdeutscher Dichter und SchriftstellerKlaus Groth (1819–1899)

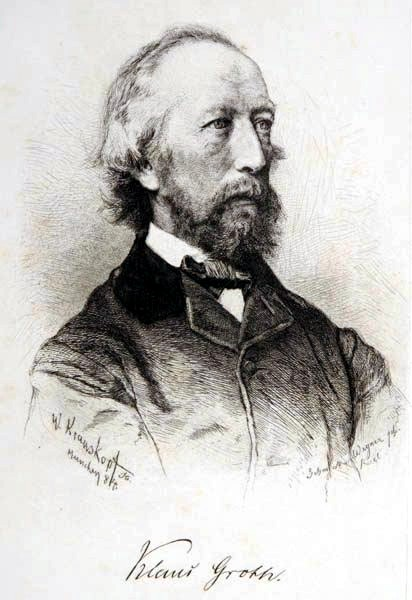
Klaus Groth (1819–1899)

- Groth, Klaus (1893–1979), deutscher Architekt
- Groth, Klaus (* 1938), deutscher Immobilienunternehmer
- Groth, Klaus J. (* 1941), deutscher Journalist und Autor
- Groth, Klaus-Martin (* 1948), deutscher Jurist, Berliner Staatssekretär
- Groth, Konradin (* 1947), deutscher TrompeterKonradin Groth (* 1947)

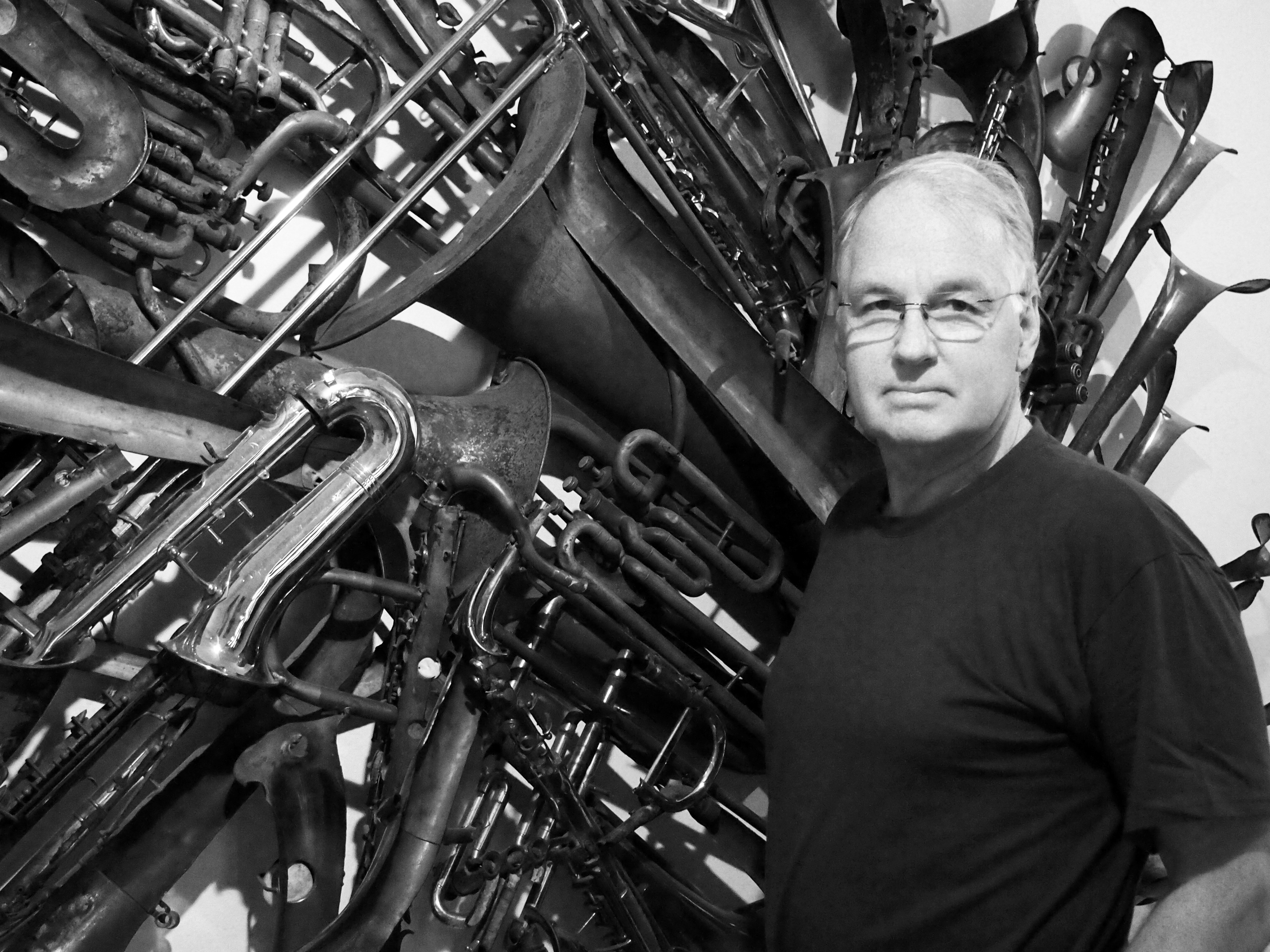
Konradin Groth (* 1947)

- Groth, Martin (* 1969), deutscher Fußballspieler
- Groth, Morgan (* 1943), US-amerikanischer Mittelstreckenläufer
- Groth, Nikolaj (* 1994), dänischer Film- und Theaterschauspieler
- Groth, Otto (1875–1965), deutscher Journalist und Medienwissenschaftler
- Groth, Otto-Heinz (1924–1981), deutscher Architekt
- Groth, Paul (1949–2022), US-amerikanischer Geograph und Architekturkritiker
- Groth, Paul Heinrich von (1843–1927), deutscher Mineraloge
- Groth, Peter (* 1938), deutscher Maschinenbauingenieur
- Groth, Peter (* 1967), deutscher Übersetzer und Germanist
- Groth, René (* 1972), deutscher Fußballspieler
- Groth, Rodolfo (1881–1985), deutscher Kaufmann, Mäzen in Lübeck
- Groth, Sam (* 1987), australischer Tennisspieler
- Groth, Sebastian (* 1973), deutscher Diplomat
- Groth, Sebastian (* 1984), deutscher Techno Dj, Musikproduzent, Musik-Label-Betreiber und Event-Veranstalter
- Groth, Siegfried (1926–2011), deutscher Pastor und Missionar, Afrika-Referent der Rheinischen Mission und Autor
- Groth, Steffen (* 1974), deutscher Schauspieler
- Groth, Stephan (* 1971), norwegischer Sänger
- Groth, Sylvester (* 1958), deutscher Schauspieler, Hörspielsprecher und SynchronsprecherSylvester Groth (* 1958)

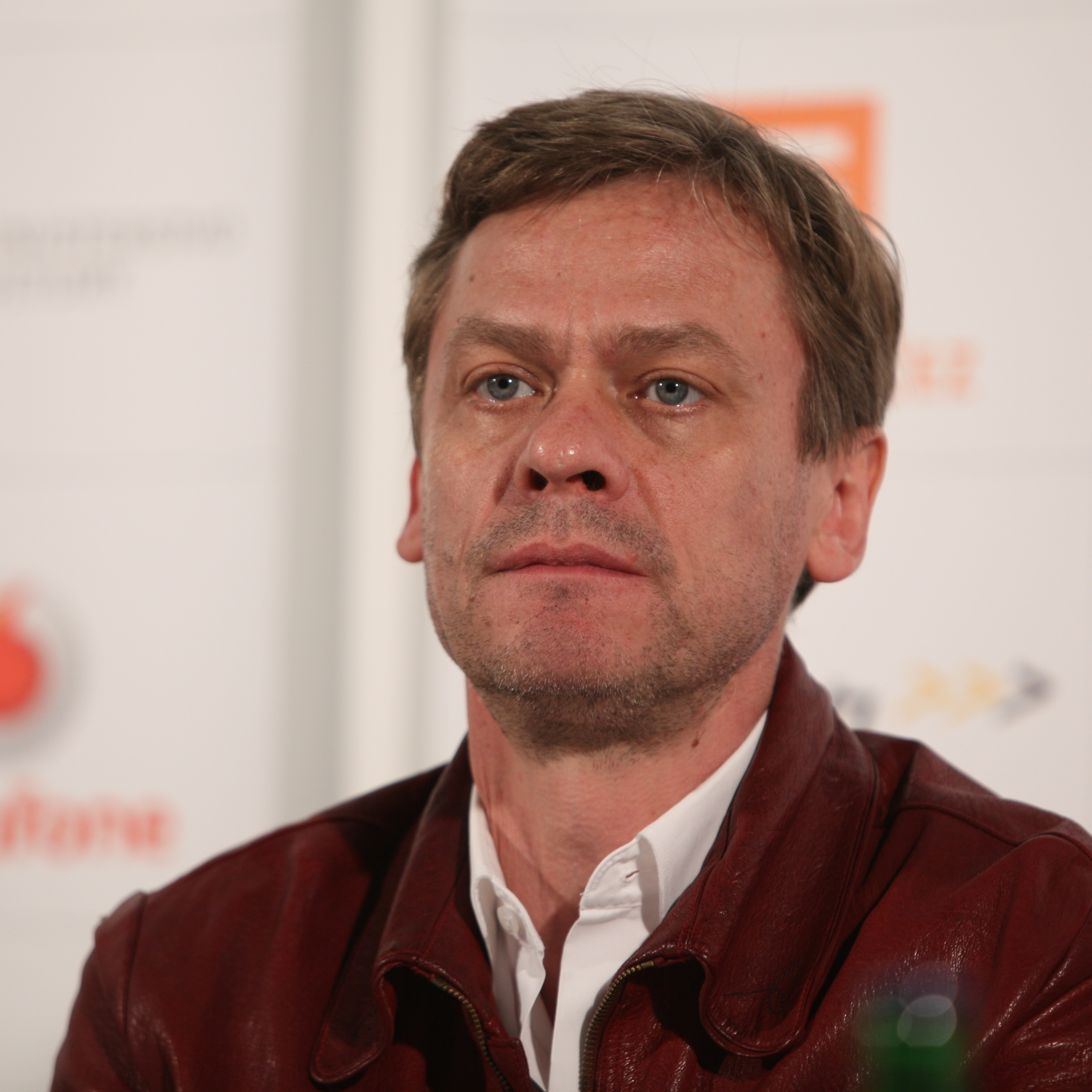
Sylvester Groth (* 1958)

- Groth, Vilhelm (1842–1899), dänischer Landschaftsmaler
- Groth, Walter (1883–1947), deutscher Generalarzt im Zweiten Weltkrieg
- Groth, Walter (1921–1989), deutscher Veterinärmediziner
- Groth, Werner (1895–1979), deutscher Politiker (CDU), MdHB
- Groth, Wilhelm (1904–1977), deutscher Physikochemiker
- Groth-Schmachtenberger, Erika (1906–1992), deutsche Fotografin
- Grothaus, August, deutscher Genremaler und Porträtmaler der Düsseldorfer Schule
- Grothaus, Eleonore von (1734–1794), Dichterin
- Grothaus, Ernst Philipp von (1703–1776), königlich großbritannischer Generalleutnant, braunschweigischer General der Kavallerie
- Grothaus, Gisela (* 1955), deutsche Kanutin
- Grothaus, Karl von (1747–1801), deutscher Offizier, Militärtheoretiker und Abenteurer
- Grothaus, Wilhelm (1893–1965), deutscher Politiker (KPD/SED), Opfer des Nationalsozialismus und des Stalinismus
- Grothe, Benedikt (* 1960), deutscher Neurowissenschaftler
- Grothe, Bernd (1906–1977), deutscher Maler und Grafiker
- Grothe, Bernhard (1923–1978), deutscher Architekt
- Grothe, Bruno (1898–1973), deutscher Gestapobeamter
- Grothe, Christian (1803–1849), deutscher Genremaler
- Grothe, Ewald (* 1961), deutscher Historiker, Hochschullehrer und ArchivleiterEwald Grothe (* 1961)

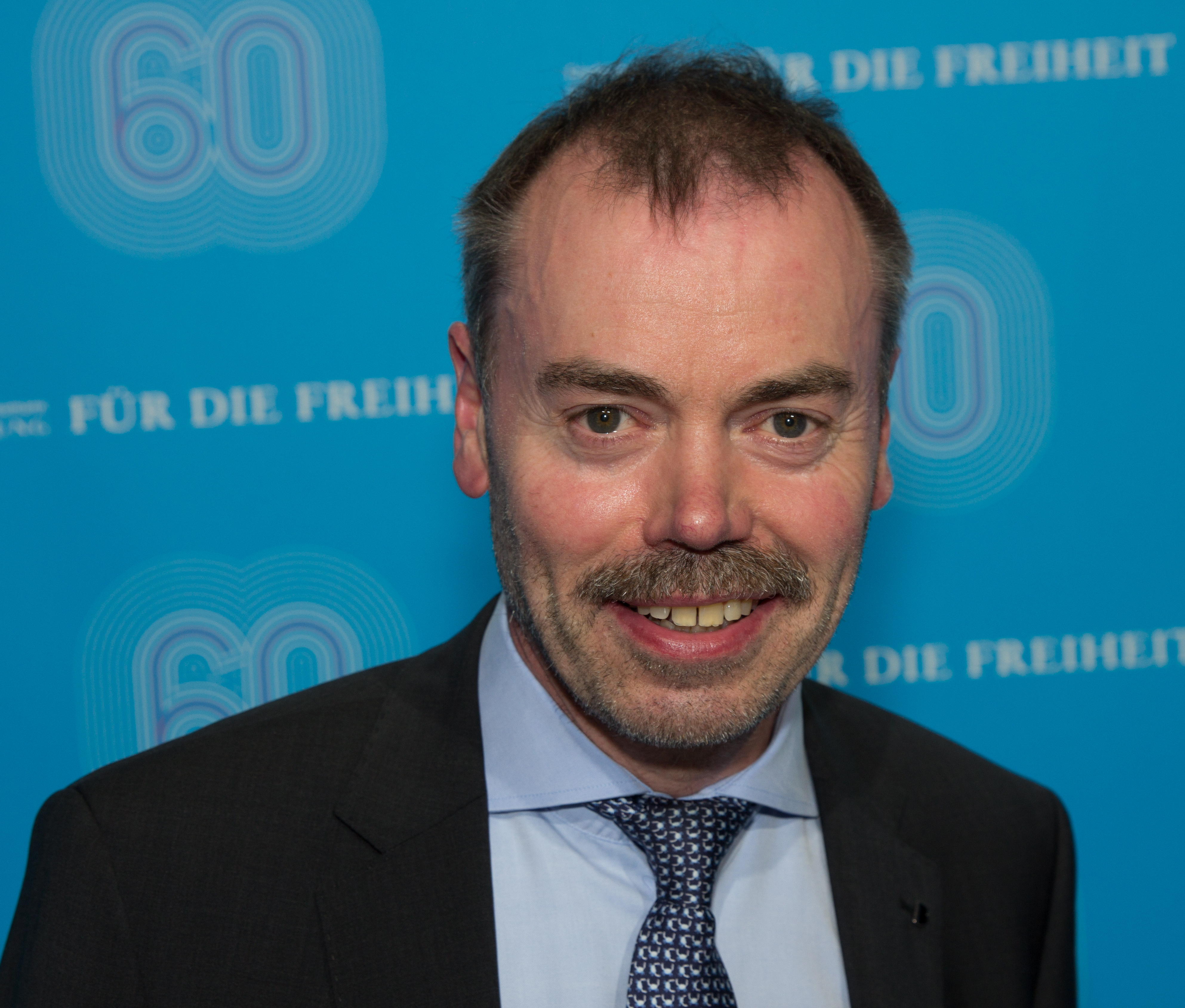
Ewald Grothe (* 1961)

- Grothe, Franz (1908–1982), deutscher Komponist
- Grothe, Hans Joachim (1931–2003), deutscher Boxsportler
- Grothe, Heinz (1912–1990), deutscher Autor
- Grothe, Helmut (* 1960), deutscher Jurist und Hochschullehrer
- Grothe, Hermann (1839–1885), deutscher Ingenieur und Politiker (NLP), MdR
- Grothe, Hermann (1860–1940), deutscher Postbeamter und Entwickler des genossenschaftlichen Bauwesens
- Grothe, Hugo (1869–1954), deutscher Kulturpolitiker und -wissenschaftler, Geograph und Orientalist
- Grothe, Isabella (* 1948), deutsche Synchronsprecherin
- Grothe, Jean (1865–1924), deutscher Genremaler, Landschaftsmaler und Stilllebenmaler sowie Lithograf der Düsseldorfer Schule
- Grothe, Joshua (* 1987), deutscher Schauspieler und StuntmanJoshua Grothe (* 1987)

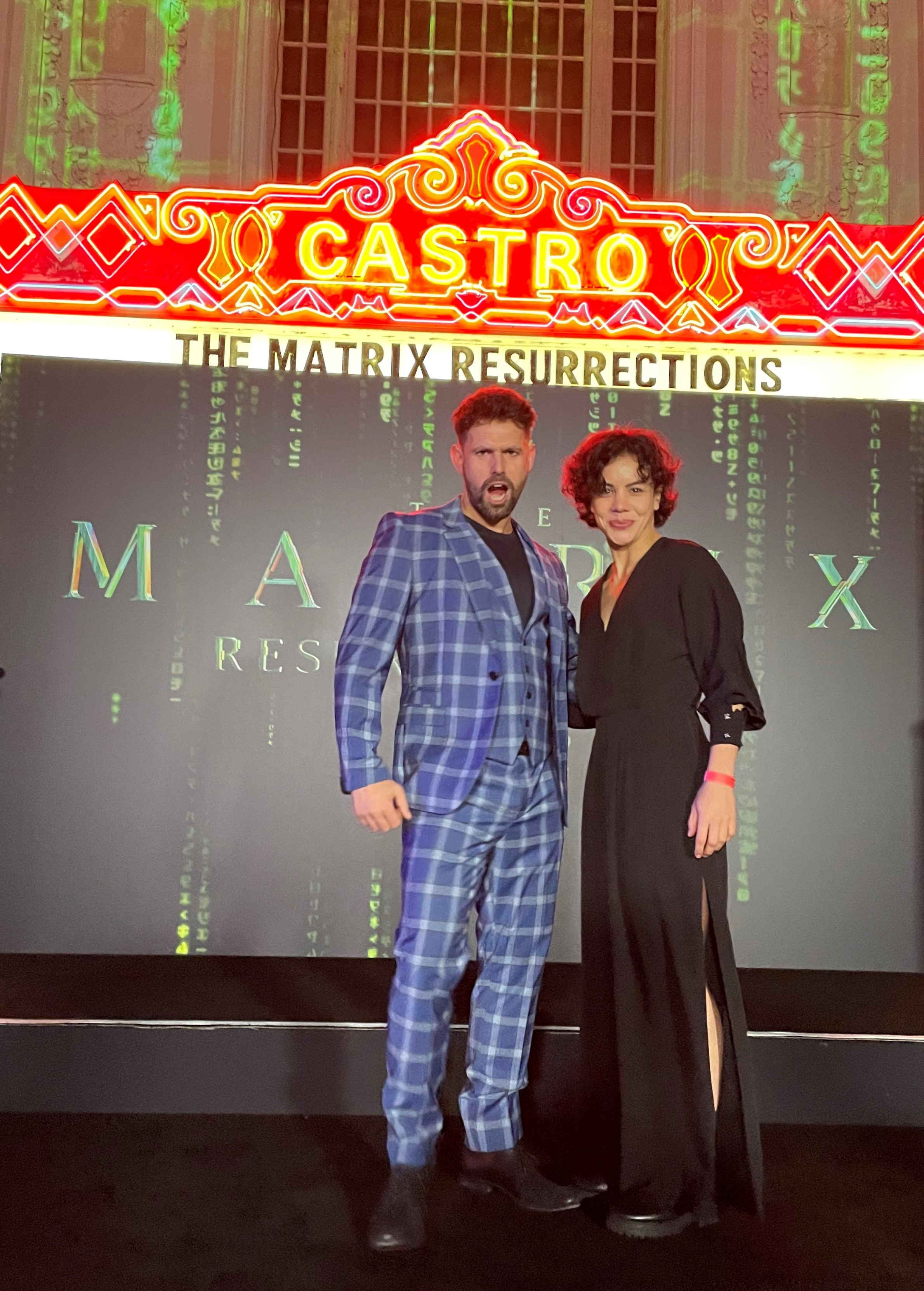
Joshua Grothe (* 1987)

- Grothe, Manfred (* 1939), deutscher römisch-katholischer Geistlicher und emeritierter Weihbischof im Erzbistum Paderborn
- Grøthe, Maren (* 2001), norwegische Politikerin
- Grothe, Matthias (1978–2017), deutscher Basketballspieler und -trainer
- Grothe, Max (1899–1968), deutscher Politiker (SPD), MdL
- Grothe, Peter Dietrich (1806–1887), deutsch-niederländischer Hochschullehrer für Ingenieurwesen
- Grothe, Sophie Jacoba Wilhelmina (1852–1926), niederländische Malerin
- Grothe, Walter (* 1895), deutscher Bibliothekar
- Grothe, Wilhelm (1830–1892), deutscher Schriftsteller und Schauspieler
- Grothe, Wilhelm (1903–1963), deutscher Schauspieler
- Grothe, Willy (1886–1959), deutscher Politiker (NSDAP), MdR
- Grotheer, Antje (* 1967), deutsche Politikerin (SPD), MdBB
- Grotheer, Christopher (* 1992), deutscher Skeletonsportler
- Grotheer, Jan (* 1945), deutscher Jurist, Präsident des Hamburger Finanzgerichts
- Grotheer, Wolfgang (* 1949), deutscher Politiker (SPD), MdBB
- Grotheer-Hüneke, Marlis (* 1951), deutsche Politikerin (SPD), MdBB
- Grothendieck, Alexander (1928–2014), deutsch-französischer MathematikerAlexander Grothendieck (1928–2014)

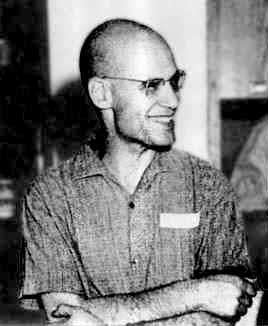
Alexander Grothendieck (1928–2014)

- Grothendieck, Johanna (1900–1957), deutsche Journalistin, Schauspielerin und Schriftstellerin
- Grotherr, Siegfried (* 1958), deutscher Betriebswirt und Hochschullehrer (Universität Hamburg)
- Grothgar, Caroline (* 1968), österreichische Schauspielerin
- Grothkopp, Martin (* 1986), deutscher Bobfahrer
- Grothman, Glenn (* 1955), US-amerikanischer Politiker
- Grothmann, Werner (1915–2002), deutscher SS-Führer und Adjutant Heinrich Himmlers
- Grothof, Simon (1891–1958), deutscher Politiker (SPD)
- Grothoff, Christian (* 1977), deutscher Informatiker und Hochschullehrer
- Grothues, August (1895–1990), deutscher Politiker (CDU), MdL
- Grothues, Heinrich (1892–1982), deutscher Bibliothekar
- Grothues, Rudolf (* 1963), deutscher Geograph und Politiker (SPD)
- Grothum, Brigitte (* 1935), deutsche Schauspielerin, und RegisseurinBrigitte Grothum (* 1935)

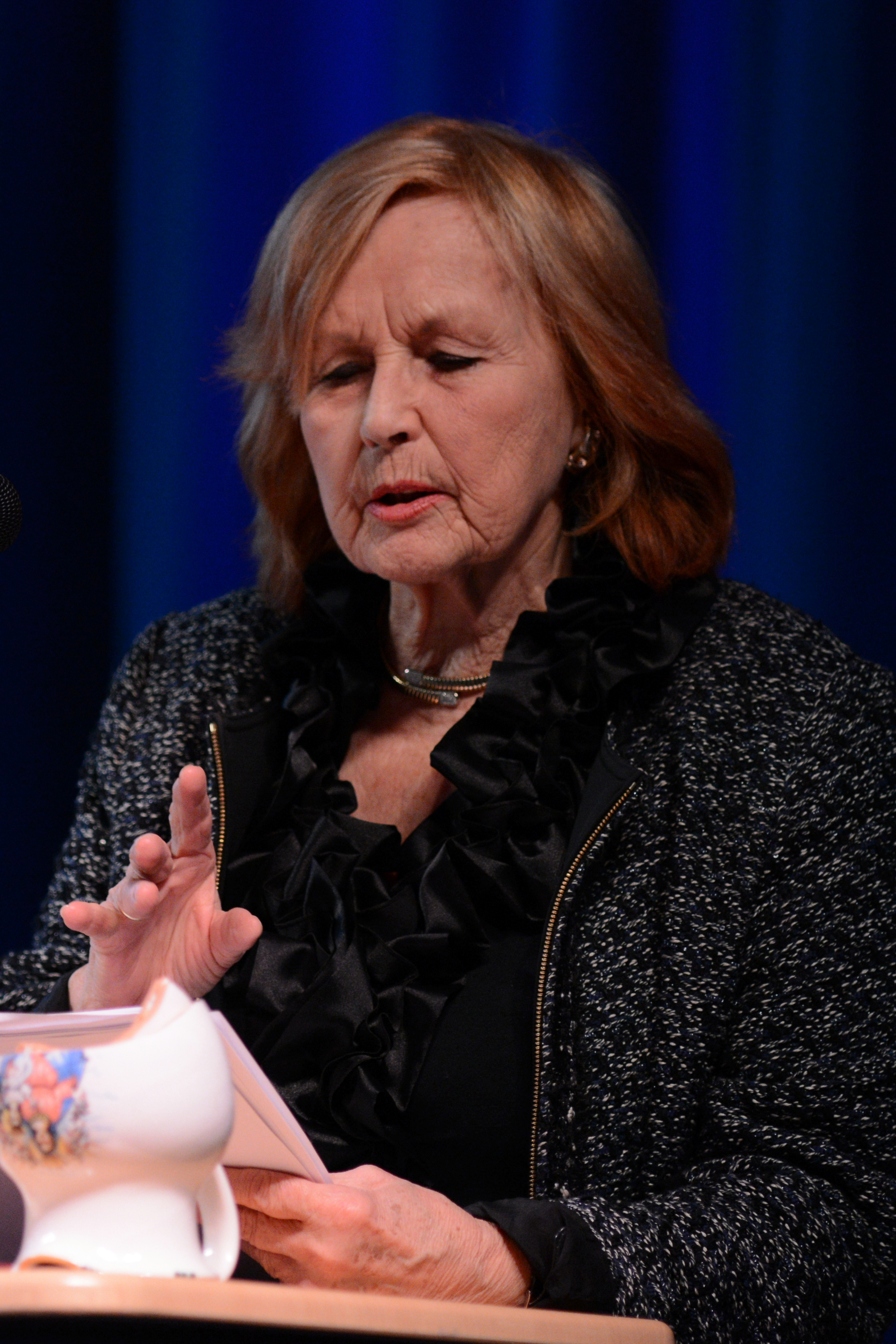
Brigitte Grothum (* 1935)

- Grothus, Antje (* 1964), deutsche Umweltschützerin und Politikerin (Bündnis 90/Die Grünen), MdL
- Grothusen, Andreas (* 1943), deutscher Schauspieler
- Grothusen, Christian Albrecht von (1680–1715), deutscher Soldat in schwedischen Diensten
- Grothusen, Gerhard (1843–1878), deutscher Verwaltungsbeamter
- Grothusen, Johann (1586–1648), deutscher Jurist
- Grothusen, Klaus-Detlev (1928–1994), deutscher Historiker
- Grothusen, Max (1903–1984), deutscher Schauspieler, Hörspiel- und Synchronsprecher
- Grothusen, Otto Johann von (1627–1697), deutscher Soldat in schwedischen Diensten, zuletzt als Generalleutnant und Kommandant von Altona

### Groti
- Grotian, Selina (* 2004), deutsche Biathletin
- Grotian, Valentin Ulrich (1663–1741), deutscher Orgelbauer
- Gröticke, Heinrich (1771–1829), deutscher Politiker
- Gröting, Asta (* 1961), deutsche Künstlerin und Bildhauerin
- Grotius, Hugo (1583–1645), niederländischer Philosoph und Rechtsgelehrter

### Grotj
- Grotjahn, Alfred (1869–1931), deutscher Mediziner und Politiker (SPD), MdRAlfred Grotjahn (1869–1931)

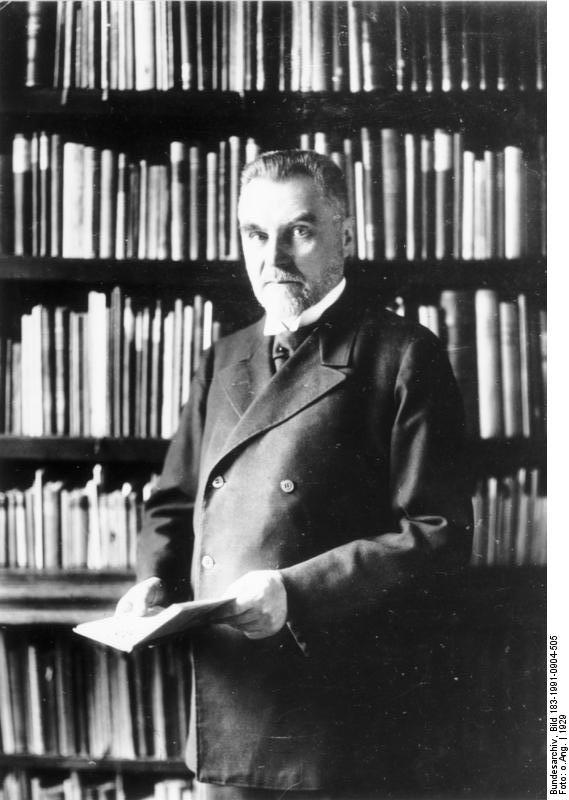
Alfred Grotjahn (1869–1931)

- Grotjahn, Friedrich (* 1935), deutscher Schriftsteller und Theologe
- Grotjahn, Hans Heinrich (1887–1962), deutscher Architekt
- Grotjahn, Karl-Heinz (* 1951), deutscher Historiker
- Grotjahn, Mark (* 1968), US-amerikanischer Künstler
- Grotjahn, Martin (1904–1990), deutsch-amerikanischer Psychoanalytiker
- Grotjahn, Martin (* 1971), deutscher Ingenieur
- Grotjahn, Rebecca (* 1961), deutsche Musikwissenschaftlerin
- Grotjan, Johannes (1843–1922), deutscher Architekt
- Grotjan, Johannes (1897–1980), deutscher Verwaltungsjurist, Landrat des Kreises Unna (1937–1945)
- Grotjohann, Philipp (1841–1892), deutscher Zeichner und Illustrator

### Grotk
- Grotkamp, Günther (1927–2023), deutscher Verlagsmanager
- Grotkamp, Nadine, deutsche Juristin und Althistorikerin
- Grotkamp, Petra (* 1943), deutsche Unternehmerin und Verlegerin
- Grotkop, Edith (1897–1990), deutsche Schriftstellerin
- Grotkopp, Wilhelm (1900–1972), deutscher Wirtschaftsjournalist

### Grotl
- Grotle, Olve (* 1964), norwegischer Politiker
- Grotlüschen, Anke (* 1969), deutsche Pädagogin und Erziehungswissenschaftlerin

### Grotm
- Grotmann, Karl (1901–1981), deutscher Politiker (CDU), MdL Rheinland-Pfalz

### Grotn
- Grotnes, Pål (* 1977), norwegischer Eishockeytorwart

### Groto
- Groto, Luigi (1541–1585), italienischer Dichter
- Grotowski, Jerzy (1933–1999), polnischer Regisseur und Theaterleiter, -methodiker, -theoretiker und -reformer
- Grotowski, Steven (* 1982), britischer Beachvolleyballspieler

### Grotr
- Grotrian, Friedrich (1803–1860), deutscher Unternehmer
- Grotrian, Theodor Christoph (1755–1829), deutscher evangelischer Geistlicher, Pädagoge und Verleger
- Grotrian, Walter (1890–1954), deutscher Astronom und Astrophysiker

### Grots
- Grotsch, Cornelia (* 1962), deutsche Theaterschauspielerin und Sprecherin
- Grötsch, Uli (* 1975), deutscher Politiker (SPD), MdBUli Grötsch (* 1975)

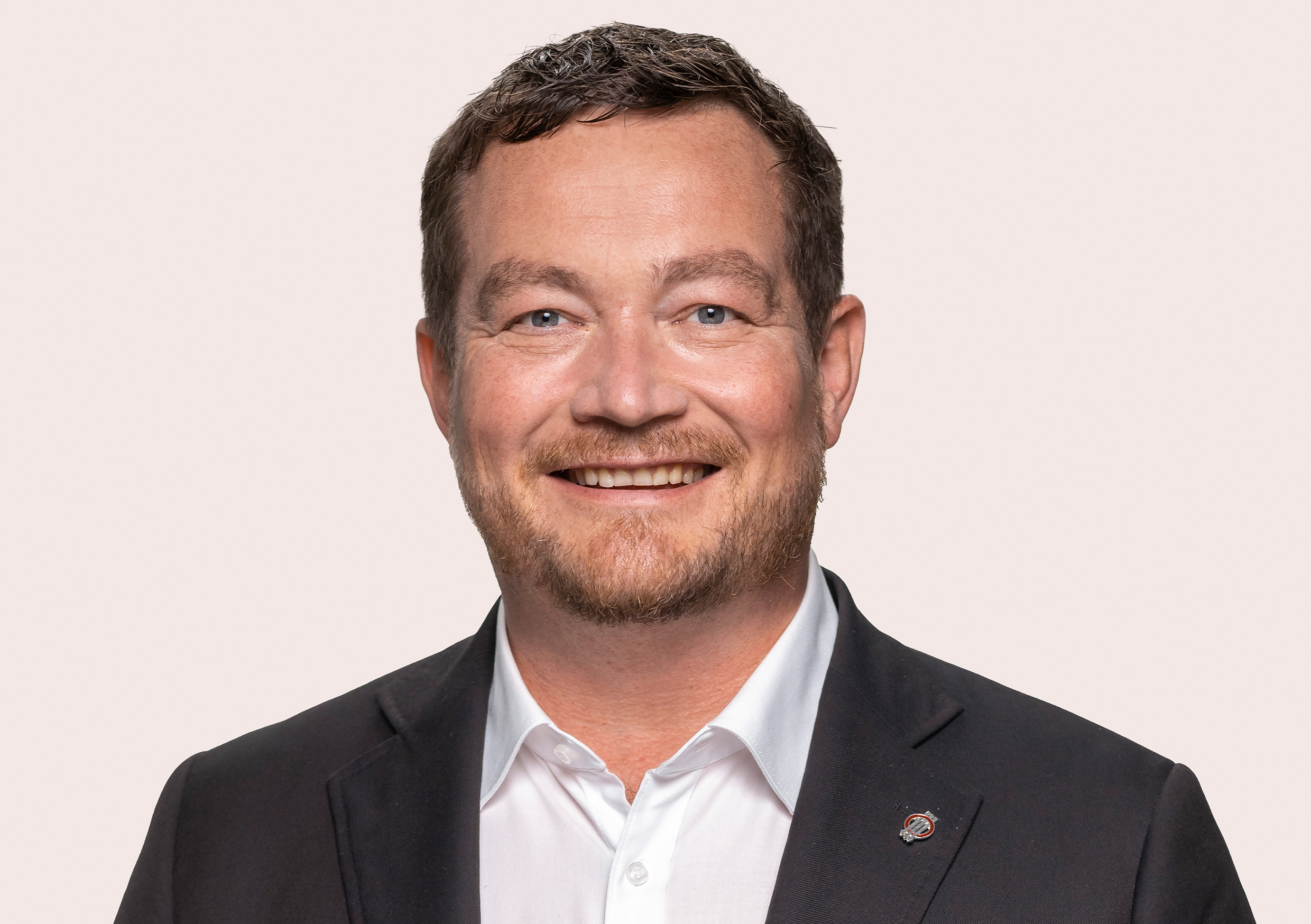
Uli Grötsch (* 1975)

- Grötschel, Martin (* 1948), deutscher Mathematiker
- Grötschnig, Odo (* 1976), österreichischer Filmtonmeister

### Grott
- Grott, Ferry (* 1963), deutscher Trompeter, Flügelhornist, Komponist und Musikproduzent
- Grotta, Maria Fortunate († 1825), niederländische Schauspielerin
- Grottenberg, Sissel (* 1956), norwegische Langstreckenläuferin
- Grottendieck, Greet (* 1943), niederländische Malerin und Bildhauerin
- Grottesi, Marcello (* 1939), italienischer Maler und Filmschaffender
- Grottewitz, Curt (1866–1905), deutscher Naturwissenschaftler, Schriftsteller und Germanist
- Grottger, Artur (1837–1867), polnischer Maler und Zeichner
- Grotthaus, Wolfgang (* 1947), deutscher Politiker (SPD), MdB
- Grotthuis, Sophie Leopoldine Wilhelmine von (1763–1828), deutsche Salonnière
- Grotthuß, Dietrich Ewald von (1751–1786), deutsch-baltischer Pianist und Komponist
- Grotthuß, Elisabeth von (1820–1896), österreichische Erzählerin und Dramatikerin
- Grotthuß, Jeannot Emil von (1865–1920), deutscher Publizist
- Grotthuß, Theodor von (1785–1822), deutsch-baltischer Chemiker
- Grotti, Giocondo Maria (1928–1971), italienischer römisch-katholischer Ordensgeistlicher und Prälat von Acre e Purus in Brasilien
- Grottian, Peter (1942–2020), politischer Aktivist und emeritierter Professor für PolitikwissenschaftPeter Grottian (1942–2020)

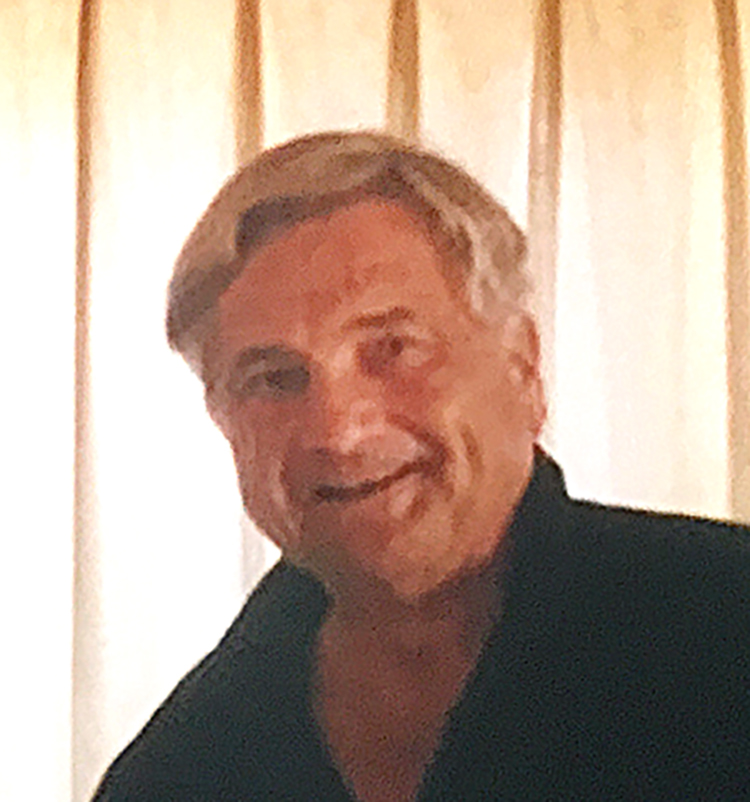
Peter Grottian (1942–2020)

- Grottian, Walter (1909–1968), deutscher Politikwissenschaftler
- Grottini, Armando (1909–2001), italienischer Filmregisseur und Filmproduktionsleiter
- Grottkau, Paul (1846–1898), deutscher Maurer, Sozialist und Gewerkschafter und amerikanischer Journalist
- Grottke, Markus (* 1978), deutscher Betriebswirt und Hochschullehrer
- Gröttrup, Helmut (1916–1981), deutscher Ingenieur und Erfinder der ChipkarteHelmut Gröttrup (1916–1981)

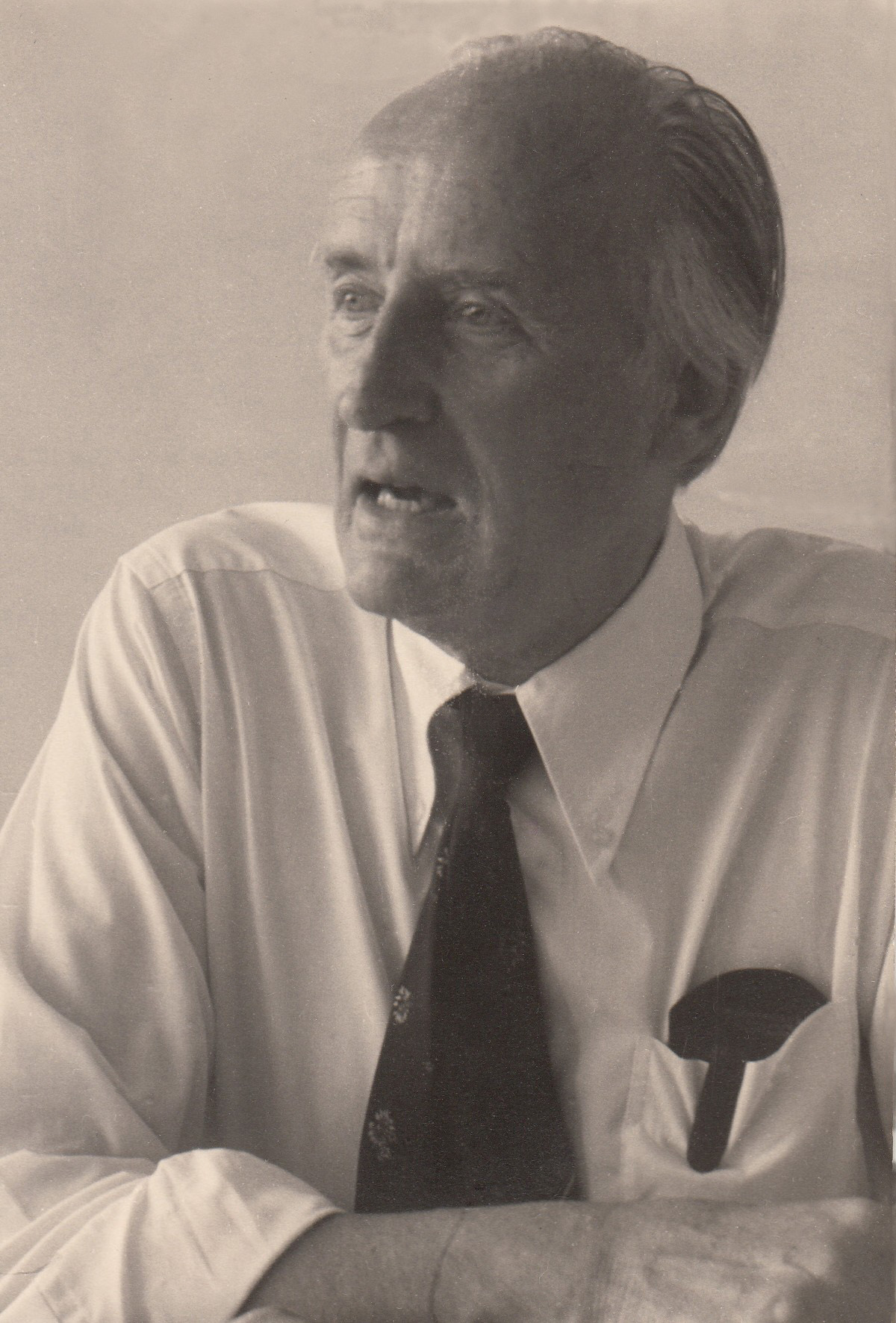
Helmut Gröttrup (1916–1981)

- Gröttrup, Marcus (1964–2022), deutscher Biochemiker
- Grottschreiber, David (* 1982), deutscher Jazzmusiker (Posaune, Komposition, Arrangement und Bigband-Leader)
- Grøttumsbråten, Johan (1899–1983), norwegischer Skisportler

### Grotz
- Grotz, Claus-Peter (* 1957), deutscher Politiker (CDU), MdB
- Grotz, Florian (* 1971), deutscher Politikwissenschaftler
- Grotz, Hans (1923–2020), deutscher Jesuit und Kirchenhistoriker
- Grötz, Harald (* 1978), österreichischer Schachspieler
- Grotz, Stephan (* 1966), deutscher Philosoph und Philosophiehistoriker
- Grötzbach, Erwin (1933–2020), deutscher Geograph
- Grötzebach, Claudia (* 1964), deutsche Coach, Trainerin und Beraterin
- Grötzebach, Dietmar (1937–1985), deutscher Architekt und Hochschullehrer
- Grotzeck, Bernhard (1915–2008), deutscher Maler und Finanzbeamter
- Grötzer, Hans (1928–2019), österreichischer Violinist
- Grotzer, Peter (1933–1992), Schweizer Literaturwissenschaftler und Übersetzer
- Grotzfeld, Heinz (1933–2020), deutscher Arabist und Islamwissenschaftler
- Grötzinger, Andreas (* 1974), schwedisch-schweizerischer Schauspieler und Hörspielsprecher
- Grotzinger, John P (* 1957), US-amerikanischer Paläontologe
- Grötzinger, Marlies (* 1959), deutsche Schriftstellerin und schwäbische Mundart-Dichterin
- Grotzke, Gisela (* 1948), deutsche Politikerin (SPD), MdA
- Grotzky, Fritz (1903–1981), deutscher Maler
- Grotzky, Johannes (* 1949), deutscher Journalist
- Grötzner, August (* 1867), deutscher Gewerkschafter und Politiker (SPD), MdL
- Grötzsch, Alfred (1860–1949), deutscher Tapezierermeister und Politiker, MdL
- Grötzsch, Herbert (1902–1993), deutscher Mathematiker
- Grötzsch, Johann Wilhelm (1688–1752), deutscher Pfarrer und Kirchenliedschreiber
- Grötzsch, Robert (1882–1946), deutscher Schriftsteller, Journalist und Dichter
- Grötzschel, Jens, deutscher Bühnenmusiker und Filmkomponist